# Heerlijkheid Reifferscheid
De heerlijkheid Reifferscheid met als centrum Reifferscheid in het Duitse Noordrijn-Westfalen was de stamzetel van één der belangrijkste adellijke geslachten in de Eifel.

heerlijkheid Reifferscheid
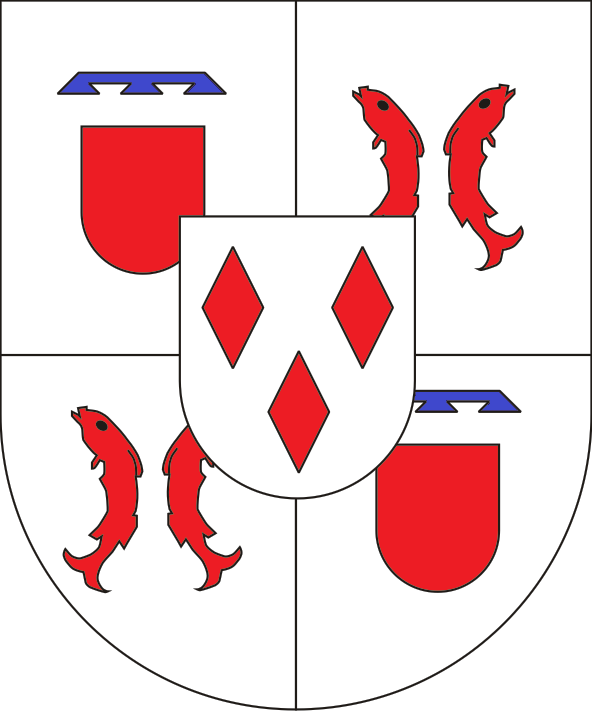
Salm-Reifferscheid (1455-1600)
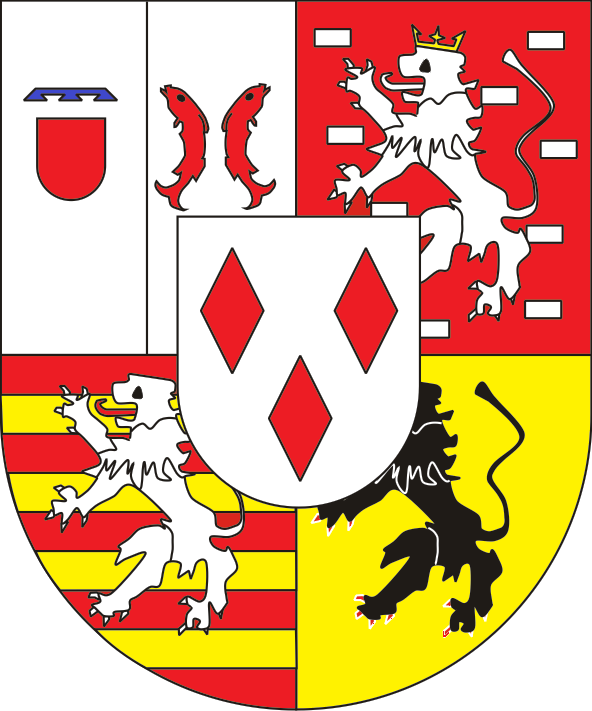
Salm-Reifferscheid na 1600

De burcht kwam in 1106 in het bezit van hertog Hendrik van Lotharingen, waarna hij aan zijn zoon, hertog Walram III van Limburg viel. In 1173 werd met Herman het adellijke geslacht Reifferscheid voor het eerst vermeld. Halverwege de dertiende eeuw werd Bedbur door huwelijk verworven. In 1306 bezaten de heren Hillesheim als leen van Luxemburg. Hillesheim werd in 1341 met Luxemburg geruild tegen Hollerath.
In de volgende jaren werden de heren bekend als roofridders, waarbij de ridders makkelijk van leenheer wisselden. In 1377 waren Reifferscheid en Bedburg leen van Luxemburg en in 1375 leen van het keurvorstendom Trier. In 1394 werd de rijksheerlijkheid Dyck door huwelijk verworven.
In 1416 werd door huwelijk het graafschap Salm in de Ardennen verworven. Na de verwerving van Salm werd de titel graaf van Salm-Reifferscheid gevoerd. Het duurde twee generaties voordat in 1455 deze bezitting niet meer omstreden was.
In 1435 werd de helft van de heerlijkheid Reifferscheid verpand aan het keurvorstendom Keulen. In 1445 werden Alfter en Hackenbroich (nu Dormagen) verworven. Met de heerlijkheid Alfter was het ambt van erfmaarschalk van het keurvorstendom Keulen verbonden.
Bij de vorming van de kreitsen werd Reifferscheid aanvankelijk tot de Keur-Rijnse Kreits gerekend, maar na protesten van de leenheren Luxemburg en Keulen kwam er aan de rijksvrije status een eind.
In 1552 erkende Jan IX zijn heerlijkheden Reifferscheid en Bedburg als leen van het hertogdom Luxemburg.
In 1628 liet graaf Werner zich het predicaat oudgraaf (Altgraf) verlenen om zich te onderscheiden van de graven van Salm uit de dynastie der Rijngraven.
In 1649 werden de bezittingen gedeeld in de takken Salm-Reifferscheid-Bedbur en Salm-Reifferscheid-Dyck. Alleen de heerlijkheid Dyck gaf de graven toegang tot de Rijksdag.